# والتر کیارلا
والتر کیارلا (انگلیسی: Walter Chiarella؛ زادهٔ ۳۰ ژوئیهٔ ۱۹۶۳) بازیکن فوتبال اهل ایتالیا است.
از باشگاه‌هایی که در آن بازی کرده‌است می‌توان به باشگاه فوتبال فوجا، باشگاه فوتبال ویرتوس لانچانو، و باشگاه فوتبال ترنانا اشاره کرد.